# Cerro Tiramuto
El cerro Tiramuto es una formación montañosa ubicada en el municipio Tinaco, en el extremo norte del estado Cojedes, Venezuela. Con una altitud máxima de 702 m s. n. m., el cerro Tiramuto es una de las montañas más altas en Cojedes. Su denominación procede de una voz indígena de la etnia Caribe que significa "fortaleza", probablemente por ser un punto de ventaja ante los posibles ataques de otras etnias vecinas. 

## Ubicación
El cerro Tiramuto es el punto más elevado de una región que combina sabanas y pequeñas elevaciones rocosas en la Fila San Lorenzo, al este de la ciudad de Tinaco. Colinda hacia el sur con la carretera Troncal 13 y al norte con el sector Las Peonías. Hacia el norte se encuentra también la zona de siembra agrícola Las Tejas y la ruta hacia Cañaote.

## Geografía
Del cerro Tiramuto nacen numerosas quebradas, entre ellas El Pesquero y Guamontey. El cerro Tiramuto está compuesto por un conjunto de rocas metatobas tipo riolita, rocas vítricas de fragmentos líticos y lavas básicas, junto con limolitas tobáceas y lutitas ftaníticas. Las lavas presentan fenocristales de plagioclasa y augita. Las metatobas vítricas están compuestas por plagioclasa (albita) y algo de piroxeno. Aunque se han descubierto radiolarios en el sedimento, no se ha reportado la presencia de fósiles sobre el Tiramuto ni sus alrededores.
EL cerro Tiramuto desde el caserío de Gamelotal al oeste, está en contacto de falla con la extensa Formación Paracotos que parte del estado Miranda.